# 應朝玉
應朝玉（16世紀—17世紀），字碩甫，號撝謙，又號大室，浙江杭州府仁和縣人，明朝政治人物。

## 生平
萬曆二十五年（1597年）丁酉科浙江鄉試六十三名舉人，曾任丹徒县教谕，四十七年（1619年）成己未科進士，授刑部主事，历员外郎，福建恤刑。时璫焰方炽，朝玉风骨嶙峋，中峙不屈。出知河间府，绅士为魏忠贤立祠，请太守书名于榜，坚拒不可，几罹于禍。崇禎初年录用正士，擢江西饶南道副使，晋山西右布政，士民保留，改江西，后遷河南左布政。朝玉在江右擒剧盗，兴复水利，以德政著闻。及至河南，捍御流寇，复以劳绩著，以疾终官署，九江士庶思慕不已，祀之名宦，乙亥崇祀乡贤祠。